# Berensluis
Berensluis (brug 65) is een vaste brug in Amsterdam-Centrum.
Ze vormt de verbinding tussen de Berenstraat en de Elandsgracht, ze overspant daarbij de Prinsengracht. In de onmiddellijke nabijheid lag brug 104 in de kade van de Prinsengracht over de Elandsgracht, de brug is na de demping van die laatste opgeruimd. Beide bruggen zijn terug te vinden op de kaart van Joan Blaeu van 1649.
In 1890 was de brug in het nieuws tijdens de gesprekken over het dempen van de Elandsgracht, alsmede het bepalen van de toevoer van de nog te bouwen Centrale Markthallen. In 1892 vond de aanbesteding plaats voor het verbreden van de bestaande brug, er moest onder andere 36 ton balkijzer en 11 ton buckplaten geleverd worden voor deze brug en ook brug 112 (in de Prinsengracht over de Lauriergracht). In mei 1893 waren (pas) de benodigde sloopwerken begonnen, terwijl voor voetgangers er noodbruggen lagen. De nieuwe brug bleek in 1928 niet (meer) stevig genoeg voor zwaar verkeer (5500 kg).
De huidige brug (gegevens 2017) dateert van 1950, ze werd aangelegd tussen 26 juni en 23 oktober. Het ontwerp voor de ide brug kwam van de Dienst der Publieke Werken, waar Piet Kramer verantwoordelijk was voor de esthetiek van bruggen. Zijn naam wordt echter nergens genoemd, zodat het ontwerp op naam staat van "het bureau van". De hand van Kramer is vooral terug te vinden in de uitkragingen op de brugpijlers, die opnieuw een verbreding dragen. De brug lijdt een anoniem leven, ze lijkt veel te breed voor de hoeveelheid verkeer, maar won aan importantie bij de herwaardering van het winkelgebied de Negen Straatjes.
De brug is genoemd naar de Berenstraat waar looierijen gevestigd waren, daarbij werden ook huiden van beren bewerkt.

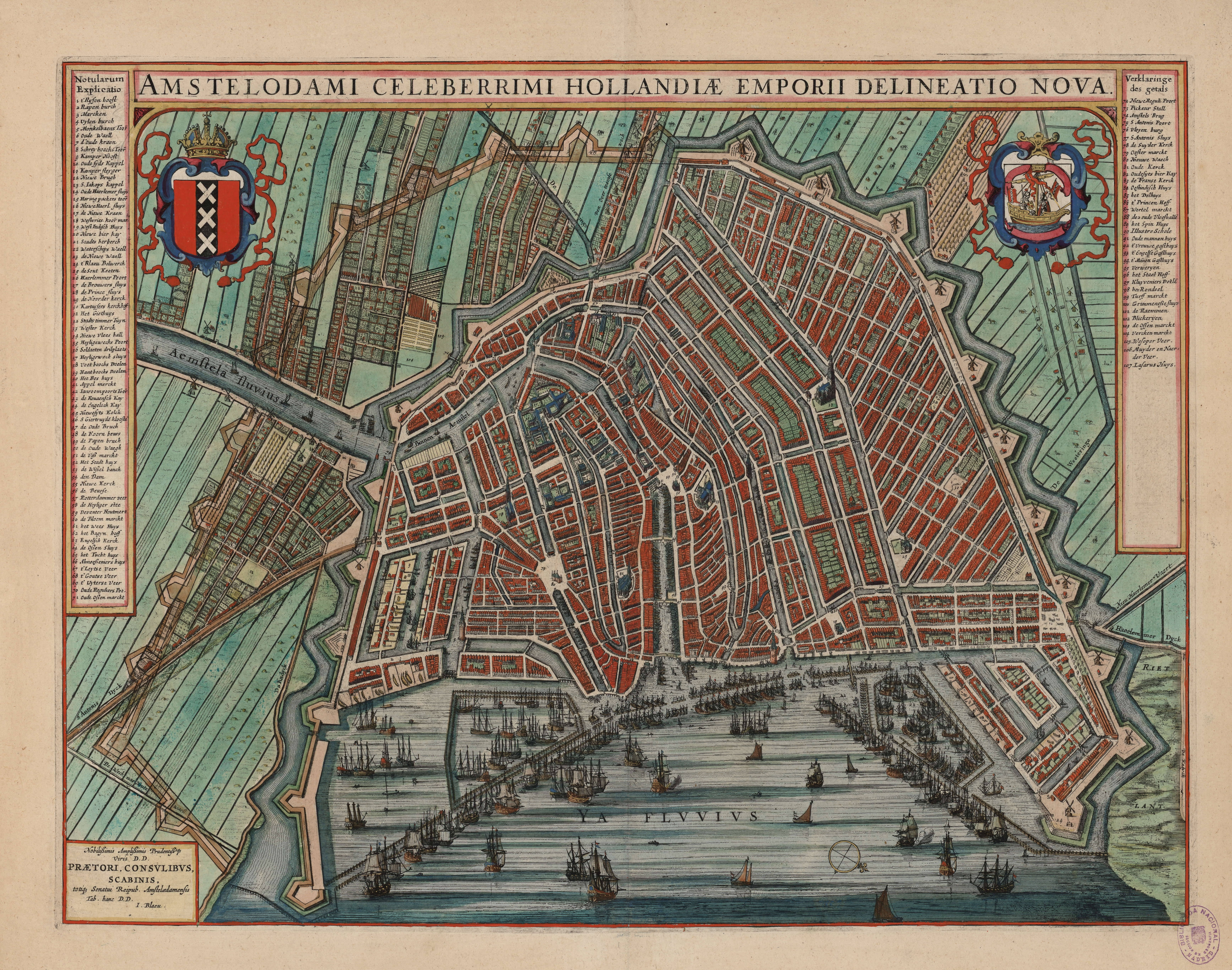
De brug is op de kaart van Joan Blaeu uit 1649 al aangegeven

Lekkeresluis ·
Prinsensluis ·
Leliesluis ·
Nieuwe-Wercksbrug ·
Reesluis ·
Berensluis ·
Brug 66 ·
Angenietje Swartbrug ·
Aalmoezeniersbrug ·
Brug 69 ·
Walenweeshuissluis ·
De Duifbrug ·
Brug 75 ·
Frans Hendricksz. Oetgensbrug
1 · 2 · 3 · 4 · 5 · 6 · 7 · 8 · 9 · 10 · 11 · 12 · 13 · 14 · 15 · 16 · 17 · 18 · 19 · 20 · 21 · 22 · 23 · 24 · 25 · 26 · 27 · 28 · 29 · 30 · 31 · 32 · 34 · 35 · 36 · 37 · 38 · 39 · 40 · 41 · 42 · 43 · 44 · 45 · 46 · 47 · 48 · 49 · 50 · 51 · 52 · 53 · 54 · 55 · 56 · 57 · 58 · 59 · 60 · 61 · 62 · 63 · 64 · 65 · 66 · 67 · 68 · 69 · 70 · 71 · 72 · 73 · 74 · 75 · 76 · 77 · 78 · 79 · 80 · 81 · 82 · 84 · 85 · 86 · 87 · 88 · 89 · 90 · 91 · 92 · 93 · 94 · 95 · 96 · 97 · 98 · 99 · >>>
Brugnummers 33 en 83 zijn niet (meer) vergeven